# Dear Zindagi – Liebesbrief an das Leben
Dear Zindagi – Liebesbrief an das Leben (Originaltitel: Dear Zindagi, übersetzt „Liebes Leben“) ist ein Hindi-Film aus dem Jahr 2016 von Regisseurin Gauri Shinde, die auch das Drehbuch schrieb. Die Hauptrollen spielen Alia Bhatt und Shah Rukh Khan.

## Handlung
Kaira ist eine aufstrebende Kamerafrau, die in einer kleinen Firma in Mumbai arbeitet und davon träumt, ihre eigenen Filme zu drehen. Am wohlsten fühlt sie sich mit ihren drei besten Freunden Fatima, Jackie und Ganju. Kairas heile Welt bricht plötzlich zusammen, als sie mit dem befreundeten Filmproduzenten Raghuvendra schläft und sich daraufhin von ihrer Jugendliebe Sid trennt. Raghuvendra verlobt sich später mit einer anderen Frau. Kairas Vermieter wirft sie aus der Wohnung, weil er fortan nur noch an verheiratete Paare und Familien vermietet. Kaira kehrt widerwillig zu ihren Eltern nach Goa zurück, mit denen sie ungelöste Probleme hat. Sie verbringt viele schlaflose Nächte in Unglück und Ungewissheit.
In Goa sucht Kaira den Psychologen Dr. Jehangir „Jug“ Khan wegen ihrer Schlaflosigkeit auf, nachdem sie ihn versehentlich auf einer Konferenz über psychische Gesundheit gehört hat. Während der Sitzungen findet sie Gefallen an Jugs unkonventionellen Methoden und versucht, sich damit selbst zu verstehen. Währenddessen lernt sie den Musiker Rumi kennen und beginnt eine Beziehung mit ihm. Die beiden trennen sich jedoch schnell wieder, als sie merkt, dass sie vielleicht doch nicht zueinander passen. Anschließend trifft Kaira ihren jüngeren Bruder Kiddo wieder, die einzige Person in ihrer Familie, der sie sich anvertraut. Die Probleme mit ihrer Familie spitzen sich zu, als Kaira bei einer Familienfeier ausrastet und ihre Eltern damit konfrontiert, dass sie sie als Kind jahrelang im Haus ihrer Großeltern vernachlässigt haben.
Kaira erzählt Jug schließlich die Geschichte, wie sie verlassen wurde. Ihre Eltern hatten sie als Kind bei den Großeltern zurückgelassen und sie lange Zeit vernachlässigt, bevor sie sie Jahre später plötzlich zurückholten. Jug erklärt ihr, dass sie große Angst vor dem Verlassenwerden hat und sich nicht auf eine Beziehung einlässt, sondern ihren Partner verlässt, bevor er sie verlassen könnte. Er rät ihr, ihre Eltern als zwei normale Menschen zu sehen, die auch Fehler machen können, anstatt sich darauf zu konzentrieren, ihnen verzeihen zu müssen. Danach versucht Kaira, sich mit ihren Eltern zu versöhnen und arbeitet daran, ihren Kurzfilm fertigzustellen.
Bei ihrer letzten Sitzung gesteht Kaira Jug, dass sie Gefühle für ihn entwickelt hat. Jug entgegnet, dass es normal sei, dass eine Patientin solche Gefühle für seinen Therapeuten habe, und dass er sie zwar platonisch möge, aber eine Beziehung zwischen ihnen nicht möglich sei. Die beiden umarmen sich, bevor Kaira geht. Kaira stellt endlich ihren Kurzfilm fertig, an dem sie jahrelang gearbeitet hat. Bei der Premiere sind ihre Freunde, ihre Familie und ihre Ex-Partner anwesend, um sie zu ermutigen. Kaira lernt einen Möbelhersteller kennen und kommt mit ihm ins Gespräch.

## Produktion
Dear Zindagi – Liebesbrief an das Leben wurde mit einem bescheidenen Budget gedreht und von Gauri Khan von Red Chillies Entertainment, Karan Johar von Dharma Productions und Gauri Shinde von Hope Productions produziert. Shinde führte Regie bei diesem Film, ihre zweite Regiearbeit nach Englisch für Anfänger aus dem Jahr 2012. Als Shinde in einem Interview mit The Indian Express gefragt wurde, ob Dear Zindagi eine persönliche Geschichte habe, antwortete sie: „Dear Zindagi ist vom Leben im Allgemeinen inspiriert. Es begann mit einer Idee über die Verbindungen, die wir in unserem Leben knüpfen und wie diese uns beeinflussen können. Das hat mich interessiert, und ich habe versucht, eine Geschichte rund um diese Philosophie zu entwickeln.“ Im August 2015 gab Shinde bekannt, dass sie die Arbeit am Drehbuch „fast“ abgeschlossen habe. Die Vorproduktion begann im Dezember 2015. Zu diesem Zeitpunkt begann Shinde mit der Arbeit an der Story und wählte Goa und Mumbai als Hauptdrehorte für den Film aus. Das Produktionsteam bestand mit Ausnahme des Szenenbildners Rupin Suchak hauptsächlich aus Personen, mit denen Shinde bereits bei Englisch für Anfänger zusammengearbeitet hatte. Dazu gehörten der Filmeditor Hemanti Sarkar, der Drehbuchassistent Krishnan Hariharan, der zum Co-Autor befördert wurde, der Sprachberater Kausar Munir, der neben seiner Rolle als Co-Autor auch als Texter fungierte, und der Kameramann Laxman Utekar.

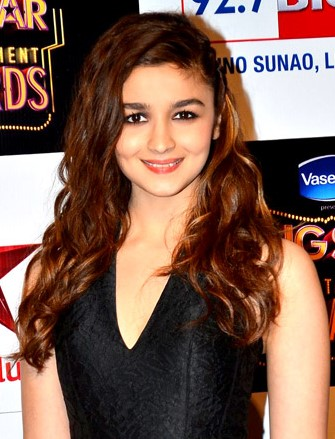
Alia Bhatt war sehr an der Zusammenarbeit mit Shah Rukh Khan in Dear Zindagi – Liebesbrief an das Leben interessiert.

India Today berichtete, dass Bhatt und Khan in Shindes Film, der zu diesem Zeitpunkt noch keinen Titel hatte, zusammen spielen würden. Bhatt war sehr an einer Zusammenarbeit mit Khan interessiert. Dies ist Khans erster Film mit Bhatt. Es wurde berichtet, dass es keine typische Romanze zwischen den Rollen von Bhatt und Khan geben würde. Shinde bestätigte gegenüber The Indian Express: „Es wird nicht so typisch sein, wie man es von einer Beziehung zwischen einem Mann und einer Frau erwartet.“ Im April 2016 wurde berichtet, dass Khan einen Liebesguru spielen würde, der Bhatts Charakter dabei helfen würde, mit der Aufmerksamkeit von vier Personen umzugehen und herauszufinden, wie sie ihre wahre Liebe finden kann, während Bhatt die Rolle einer Filmemacherin spielen würde, deren Erfahrungen mit den vier Charakteren ihr Leben und ihre Arbeit prägen würden.
Weitere Schauspieler, die für den Film engagiert wurden, sind Ali Zafar, der die Rolle eines Rockstars und Musikers übernahm, Angad Bedi, der Kairas Jugendliebe spielte, Kunal Kapoor, der Kairas Filmproduzenten spielte und in Bhatts Film investierte, sowie Aditya Roy Kapur, der einen charmanten Möbelhersteller spielte. Ira Dubey und Yashaswini Dayama spielten Kairas beste Freundinnen und Rohit Saraf ihren Bruder.
Die Dreharbeiten zu Dear Zindagi begannen am 21. Januar 2016 in Goa. Der gesamte Film sollte in zwei Phasen gedreht werden, eine in Goa und die andere in Mumbai. Die erste Drehphase in Goa wurde in der letzten Februarwoche 2016 nach etwa 30 Tagen abgeschlossen, danach zog der gesamte Cast für die zweite Drehphase nach Mumbai. Bhatt und Shah Rukh Khan genossen die Zusammenarbeit und freuten sich auf die nächste Drehphase. Bhatt drehte außerdem eine Songsequenz für den Film in Singapur. Die Dreharbeiten für den Film endeten am 20. Mai 2016. Bhatt teilte ihre Erfahrungen bei den Dreharbeiten, indem sie über ihren Instagram-Account ein Gruppen-Selfie mit ihrem Team in Singapur veröffentlichte. Im März 2016 sagte Bhatt gegenüber India.com, dass sie sehr aufgeregt sei, mit Khan in dem Film aufzutreten. Sie habe während der Dreharbeiten mehrere Nächte nicht geschlafen. „Es war schön, mit ihm in der Show und in Gauris Film zu arbeiten, als wir kürzlich in Goa gedreht haben“, sagte sie. Am 23. Juni 2016 gab The Times of India bekannt, dass der Titel des Films Dear Zindagi lauten würde.

## Besetzung und Synchronisation
Für die deutsche Synchronisation wurde das Synchronstudio Berliner Synchron AG Wenzel Lüdecke beauftragt, Nadine Geist war für Dialogbuch und -regie der Synchronisation verantwortlich.
| Rolle                   | Darsteller/in         | Synchronsprecher/in |
| ----------------------- | --------------------- | ------------------- |
| Kaira                   | Alia Bhatt            | Victoria Frenz      |
| Dr. Jehangir „Jug“ Khan | Shah Rukh Khan        | Pascal Breuer       |
| Alka                    | Akanksha Gade         | Kathrin Neusser     |
| Fatima                  | Ira Dubey             | Tanya Kahana        |
| Ganju                   | Gautmik               | Tobias Müller       |
| Jackie                  | Yashaswini Dayama     | Anna Gamburg        |
| Kiddo                   | Rohit Saraf           | Artur Weimann       |
| Mutter                  | Aban Bharucha Deohans | Anna Carlsson       |
| Onkel                   | Yashwant Singh        | Gerald Schaale      |
| Raghuvendra             | Kunal Kapoor          | Markus Pfeiffer     |
| Raunak                  | Raj Bhansali          | Fabian Oscar Wien   |
| Rumi                    | Ali Zafar             | Nico Sablik         |
| Sid                     | Angad Bedi            | Florian Hoffmann    |
| Tante                   | Salone Mehta          | Katrin Zimmermann   |
| Vater                   | Atul Kale             | Hans Hohlbein       |

## Musik
Der Soundtrack wurde von Sony Music India veröffentlicht. Das komplette Album erschien am 15. November 2016.
Das Lied Ae Zindagi Gale Laga Le, das von Gulzar geschrieben, ursprünglich von Ilaiyaraaja komponiert und von Suresh Wadkar für den Film Sadma aus dem Jahr 1983 gesungen wurde, wurde für den Film neu bearbeitet. Die Texte für die anderen Lieder auf dem Album stammen von Kausar Munir. Alle Songs wurden von Amit Trivedi komponiert.
| #  | Titel                            | Sänger/in                     | Länge |
| -- | -------------------------------- | ----------------------------- | ----- |
| 1  | Love You Zindagi                 | Jasleen Royal, Amit Trivedi   | 03:51 |
| 2  | Tu Hi Hai                        | Arijit Singh                  | 03:19 |
| 3  | Taarefon Se                      | Arijit Singh                  | 04:38 |
| 4  | Lets Break Up                    | Vishal Dadlani                | 04:06 |
| 5  | Just Go To Hell Dil              | Sunidhi Chauhan, Amit Trivedi | 05:35 |
| 6  | Love You Zindagi (Club Mix)      | Alia Bhatt                    | 03:35 |
| 7  | Ae Zindagi Gale Laga Le (Take 1) | Arijit Singh                  | 02:51 |
| 8  | Ae Zindagi Gale Laga Le (Take 2) | Alia Bhatt                    | 03:06 |
| 9  | Taarefon Se (Film version)       | Ali Zafar                     | 04:38 |
| 10 | Tu Hi Hai (Film version)         | Ali Zafar                     | 03:21 |

## Veröffentlichung
Dear Zindagi – Liebesbrief an das Leben kam in Kanada und den Vereinigten Staaten am 23. November 2016 und in Indien am 25. November 2016 in die Kinos. Am 1. Dezember 2016 erfolgte der deutsche Kinostart im Verleih von Rapid Eye Movies. Am 19. Mai 2017 wurde der Film in Deutschland auf DVD und Blu-ray veröffentlicht.

## Rezeption

### Kritiken
Der Film konnte 73 % der 15 bei Rotten Tomatoes gelisteten Kritiker überzeugen und erhielt dabei eine durchschnittliche Bewertung von 6,7 Punkten.
Marie Anderson schrieb in ihrer Kritik für Kino-Zeit, der Film aktiviere souverän und in sensibler Zelebrierung die einschlägigen Erfolgselemente: „Eine komplexe, zeit- und sozialkritisch ummantelte Geschichte mit reichlich Romantik, die sich auf mehreren Erzählebenen erstreckt, ein engagiertes bis begeisterndes Ensemble, getragen von kleineren bis ganz großen Stars sowie mitreißende Songs und Tanzchoreographien.“ Die Redaktion von Cinema.de urteilte, der Film sei „locker und modern inszeniert“ und „für Bollywood ganz schön aufgeschlossen“.

### Auszeichnungen
Star Screen Awards 2016
- Nominierung in der Kategorie Bester Film für Gauri Khan, Gauri Shinde und Karan Johar
- Nominierung in der Kategorie Beste Regie für Gauri Shinde
- Nominierung in der Kategorie Beste Hauptdarstellerin für Alia Bhatt
- Nominierung in der Kategorie Bester Nebendarsteller für Shah Rukh Khan

Stardust Awards 2016
- Nominierung in der Kategorie Beste Hauptdarstellerin für Alia Bhatt
- Nominierung in der Kategorie Künstler des Jahres für Alia Bhatt
- Nominierung in der Kategorie Bester Nebendarsteller für Shah Rukh Khan
- Nominierung in der Kategorie Beste Story für Gauri Shinde

Filmfare Awards 2017
- Nominierung in der Kategorie Beste Hauptdarstellerin für Alia Bhatt
- Nominierung in der Kategorie Bester Liedtext für Kausar Munir (Love You Zindagi)

Zee Cine Award 2017
- Nominierung in der Kategorie Beste Hauptdarstellerin für Alia Bhatt

International Indian Film Academy Award 2017
- Nominierung in der Kategorie Beste Hauptdarstellerin für Alia Bhatt